# Guilty Pleasures (EP)
Guilty Pleasures es un EP por la banda de rock estadounidense, Allister Sacado solamente en Japón. Publicado el 29 de noviembre de 2006 a través de In-n Out Records, el EP contiene versiones, Versiones de canciones japonesas y estadounidenses, de canciones pop.

## Lista de canciones
1. "Intro" Duración: 0:50 s
2. "Cherry" (originally performed by Spitz) Duración: 3:34 min
3. "To Be with You" (originally performed by Mr. Big) Duración: 3:12 min
4. "Tsunami" (originally performed by Southern All Stars) Duración: 3:13 min 
5. "I Saw Her Standing There" (originally performed by The Beatles) Duración: 2:41 min
6. "Sakura" (English version, originally performed by Naotarō Moriyama) Duración: 2:34 min
7. "Heaven Is a Place on Earth" (originally performed by Belinda Carlisle) Duración: 
8. "Shimanchu Nu Takara" (originally performed by Begin) Duración: 4:23 min

## Créditos, (Miembros del Grupo)
- Kyle Lewis - Guitarra
- Mike Leverence - Batería
- Scott Murphy - Vocalista, y Bajo
- Tim Rogner - Vocalista, y Guitarra

- Datos: Q5616395